# Stefan Csorich
Stefan Csorich, wym. Czorih (ur. 25 września 1921 w Nowym Sączu, zm. 15 lipca 2008 w Gdańsku) – polski hokeista.

## Życiorys i kariera
Urodził się w rodzinie Władysława i Marii Słomka. Od najmłodszych lat mieszkał w Krynicy-Zdroju. Przed II wojną światową ukończył miejscową szkołę podstawową, i rozpoczął naukę w prywatnym Gimnazjum i Liceum. W latach 1938–1939 był zawodnikiem klubów KTH Krynica, KS Jaworzyna Krynica. Uczestnik kampanii wrześniowej 1939, internowany w obozie Komarom nad Dunajem na Węgrzech. W styczniu 1940 przedostał się przez Jugosławię i Włochy do Francji, gdzie walczył w składzie 2 Dywizji Strzelców Pieszych (ukończył tam szkołę podoficerską) w ramach 45 Korpusu Armii Francuskiej. Ranny i internowany wraz z 2 DSP w Szwajcarii. Zdał maturę w polskim liceum w Wetzikon. Grał tam krótko w klubach z Chur i Neuchatel. Jeszcze raz uciekł do Francji (walki w batalionie FFI Anecy – Pontalier), a po inwazji Aliantów został skierowany do 1 Dywizji gen. Maczka, i dalej odkomenderowany do Wielkiej Brytanii. W Edynburgu zdał maturę i grał w hokeja (Dundee Tigers, Falkirk Lions).
Po powrocie do Polski w październiku 1946 roku ponownie w KTH.
Po zakończeniu kariery był trenerem Krynickiego Towarzystwa Hokejowego, Podhala Nowy Targ (do 1965), Cracovii (1965–1972) i Stoczniowca Gdańsk (1972–1980). Jako trener Podhala doprowadził klub do historycznych sukcesów: trzeciego miejsca w kraju i dwóch pierwszych tytułów Mistrza Polski, jest także pomysłodawcą klubowego godła – szarotki. Jako trener Stoczniowca w latach siedemdziesiątych XX wieku po raz pierwszy wprowadził zespół z Gdańska do I ligi w sezonie II ligi 1975/1976 i dokonał jej utrzymania w edycji I ligi 1976/1977. Trener kadry narodowej w latach 1961–1963. Mistrz Polski (1950) i trzykrotny wicemistrz (1949, 1951, 1953). Wystąpił 52 razy w reprezentacji Polski (1946–1957), strzelec 34 bramek. Uczestnik mistrzostw świata w 1947 roku w Pradze – 6 m. i tytuł króla strzelców, 1955 RFN – 7 m., 1957 Moskwa – 6 m. Olimpijczyk (1948 St. Moritz i Oslo 1952). Na Igrzyska Olimpijskie w 1956 roku w Cortina d’Ampezzo nie pojechał z powodów politycznych – była to konsekwencja służby wojskowej w 1 Dywizji gen. Maczka.
Mąż Wilhelminy Lisiewicz. Mieli córkę Krystynę (ur. 1949) oraz synów Mariana (ur. 1951) i Bogdana (ur. 1954). Po śmierci pierwszej żony poślubił Ewę Dettlaf (1994). Synowie oraz wnuk Marian także zostali hokeistami.
Został pochowany 19 lipca 2008 w Krynicy-Zdroju.

## Ordery i odznaczenia
- Krzyż Oficerski Orderu Odrodzenia Polski (21 czerwca 2004)[7]
- Krzyż Kawalerski Orderu Odrodzenia Polski
- Odznaka „Zasłużony Mistrz Sportu” (1961)[8]
- Kawaler Orderu Legii Honorowej (Francja)